# Andrea Vittorelli
Andrea Vittorelli (Bassano del Grappa, 1590 circa – Roma, 1653) è stato un presbitero, scrittore e storico italiano.

## Biografia
Nacque a Bassano negli ultimi decenni del XVI secolo.
Fu canonico a Padova, per poi recarsi a Roma, dove nel 1604 pubblicò un primo lavoro di annotazioni all'opera del cardinale Francisco de Toledo Herrera sull'istruzione dei sacerdoti. Stimato negli ambienti della Santa Sede, rinunciò a cariche ecclesiastiche per dedicarsi interamente allo studio. Fu scrittore di molti saggi, di teologia, di morale, di regola pastorale, di  storia della Chiesa, ricchi di erudizione sacra e profana e disseminati di carmi latini non privi di grazia.
Nel 1616 pubblicò Le Gloriose memorie della Beatissima Vergine, opera che illustra la celebre cappella Borghese in santa Maria Maggiore. Nel 1625 diede alle stampe l'Istoria de' giubilei che gli guadagnò tanta fama. Un gruppo di uomini dotti, della Curia romana, lo volle a dirigere il rifacimento della grande opera del Ciaconio sulle vite dei pontefici e dei cardinali, alla quale aggiunse le biografie degli ultimi papi, da Clemente VIII a Urbano VIII.
Ritornò a Padova nel 1647 dove fu canonico penitenziere. Tornato a Roma nel 1650 vi morì nel 1653.